# Acianthera eximia
Acianthera eximia é uma espécie de orquídea (Orchidaceae) que existe no Equador, antigamente subordinada ao gênero Pleurothallis.

## Publicação e sinônimos
- Acianthera eximia (L.O.Williams) Solano, Icon. Orchid. 5-6: t. 505 (2002 publ. 2003).

Sinônimos homotípicos:
- Pleurothallis eximia L.O.Williams, Amer. Orchid Soc. Bull. 11: 166 (1942).
- Physosiphon eximia (L.O.Williams) Garay, Orquideologia 9: 119 (1974).